# Metarbela triguttata
Metarbela triguttata is een vlinder uit de familie van de Metarbelidae. De wetenschappelijke naam van deze soort is voor het eerst gepubliceerd in 1905 door Per Olof Christopher Aurivillius.
Deze soort komt voor in Kameroen.